# Танжер—Ибн Баттута (аэропорт)
Аэропорт Танжер—Ибн Баттута  (фр. Aéroport de Tanger-Ibn Battouta, араб. مطار طنجة ابن بطوطة‎) (ИАТА: TNG, ИКАО: GMTT) — международный аэропорт, обслуживающий Танжер, столицу региона Танжер-Тетуан-Эль-Хосейма в Марокко. Аэропорт назван в честь Ибн Баттуты (1304–1368), марокканского путешественника, родившегося в Танжере. Аэропорт ранее был известен как аэропорт Танжер-Бухалеф. В 2017 году аэропорт обслужил более 1 070 247 пассажиров.

## Характеристики

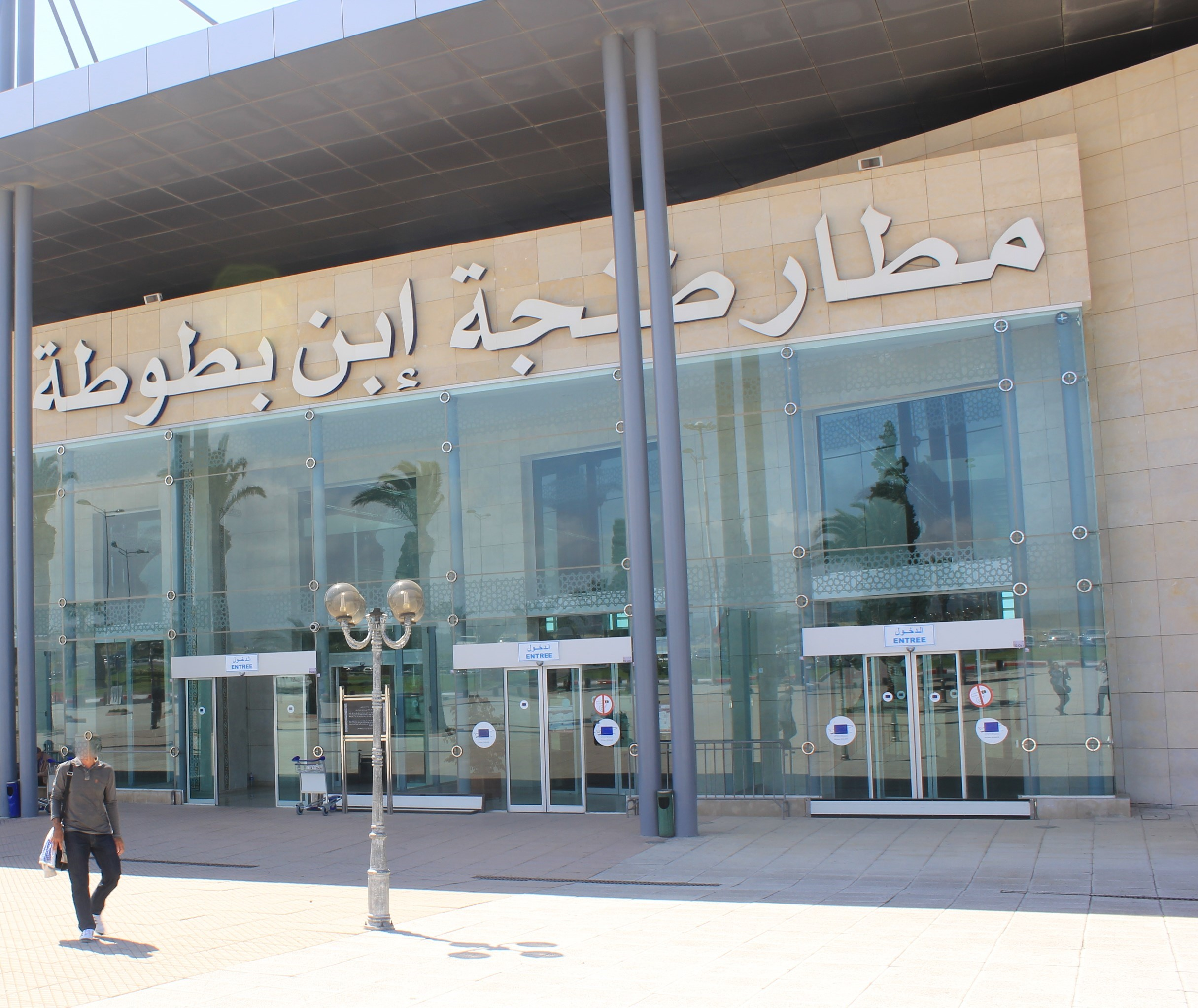
Вход в терминал аэропорта.

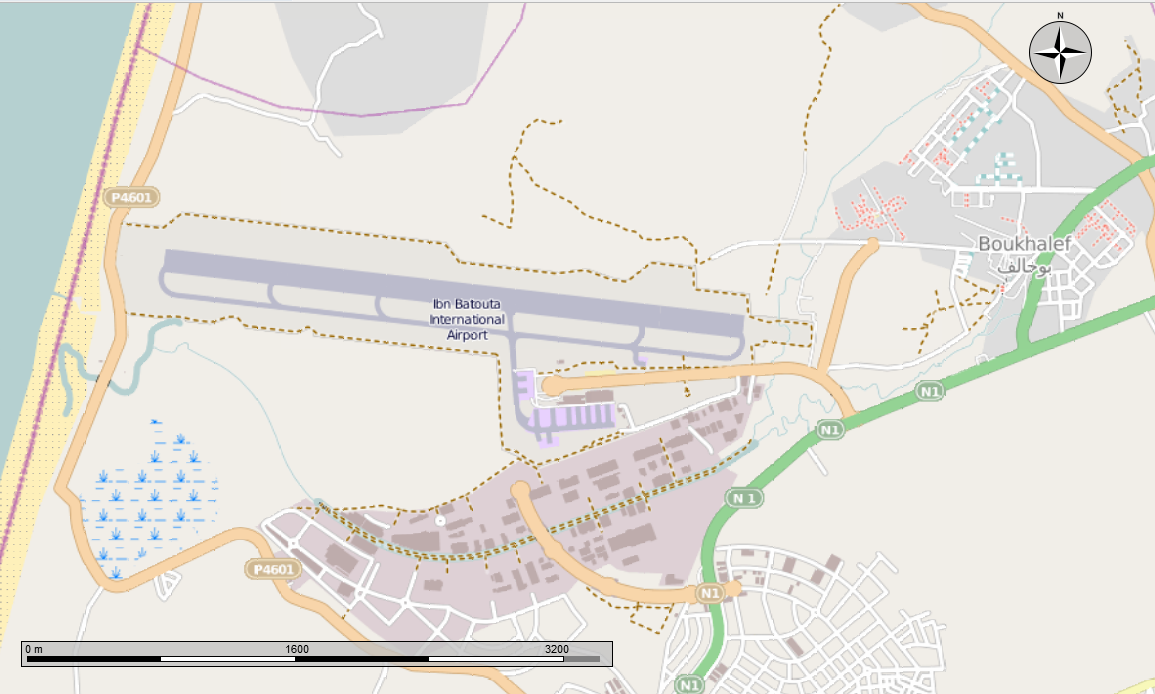
Карта аэропорта.

Новый терминал аэропорта был открыт в 2008 году, чтобы обеспечить большее количество рейсов и увеличить количество пассажиров, поскольку Танжер быстро рос и модернизировался.
На парковке для самолетов площадью 40 640 м2 могут разместиться до четырех самолетов Boeing 737 и один Boeing 747. Для малых судов выделены две специальные секции. Площадь аэровокзала составляет 12 000 м2, он рассчитан на обслуживание 1 250 000 пассажиров в год. Грузовой терминал имеет площадь 529 м2.
В аэропорту есть две взлетно-посадочные полосы, но активно используется только более длинная взлетно-посадочная полоса, а полоса  7/25 закрыта. Взлетно-посадочная полоса 10/28 длиной 3500 метров открыта и способна принимать самолеты всех размеров, вплоть до размеров Boeing 747 и Airbus A380-800.
Аэропорт имеет статус ILS и использует следующие радионавигационные средства: VOR – DME – NDB.[2] Взлетно-посадочная полоса 10/28 оборудована системой освещения PAPI, что заходить на посадку с любого направления.
Танжер-Ибн Баттута — один из шести аэропортов Марокко, где ONDA предлагает свои специальные VIP-услуги Salon Convives de Marque.

## Пассажиропоток
Данные из запроса в Викиданные.
| Трафик            | 2019      | 2018      | 2017      | 2016    | 2015    | 2014    | 2011    | 2008    | 2007    | 2006    | 2005    | 2004    | 2003    | 2002    |
| ----------------- | --------- | --------- | --------- | ------- | ------- | ------- | ------- | ------- | ------- | ------- | ------- | ------- | ------- | ------- |
| Взлётов/посадок   | ?         | ?         | ?         | ?       | ?       | 5485    | 5991    | 6179    | 7092    | 7496    | 7422    | 7361    |         |         |
| Пассажиропоток    | 1,353,860 | 1,127,573 | 1,070,247 | 848,643 | 856,818 | 853,251 | 849,882 | 484,391 | 365,750 | 292,599 | 262,698 | 256,149 | 259,466 | 268,829 |
| Грузопоток (тонн) | ?         | ?         | ?         | ?       | 587.78  | 524.79  | 628.73  | 621.57  | 359.78  | 533.14  | 495.78  | 417.20  |         |         |

## Авиакатастрофы и происшествия
- 13 октября 1953 года один пассажир погиб на внутреннем рейсе в Касабланку. Во время первоначального набора высоты из Танжера самолет столкнулся с неизвестными проблемами и совершил аварийную посадку на пляже. Самолет был поврежден и не подлежал ремонту.
- 22 декабря 1973 года Sud Aviation Caravelle, арендованный Royal Air Maroc, потерпел крушение недалеко от аэропорта после того, как пилот слишком далеко повернул на восток при подходе к взлетно-посадочной полосе. В темных и дождливых условиях самолет пролетел над опасной местностью и врезался в горы. Все 106 человек на борту погибли[31].
- 23 ноября 1988 г. Vickers Viscount авиакомпании Gibraltar Airways был поврежден и не подлежал ремонту в результате аварии на посадке[32].